# Andreas Tobiasson
Andreas Tobiasson, född 14 december 1983, är en svensk före detta fotbollsspelare (försvarare).
Tobiassons moderklubb är Jonsereds IF. Han kom till Gais 2004 och spelade sedan för klubben fram till 2009, då han lånades ut till Vasalunds IF. Därefter spelade han två säsonger i Ljungskile SK. Hans senare år präglades av skador, och det blev från 2009 inte många matcher spelade. Han spelade en U21-landskamp mot Skottland i november 2004.

## Familj
Tobiassons far, Ove Tobiasson, var reservmålvakt bakom Thomas Wernerson i IFK Göteborg på 1980-talet. Hans bror, Marcus Tobiasson, spelade handboll för IK Sävehof och Önnereds HK.